# Unión Democrática del Pueblo Maliense
La Unión Democrática del Pueblo Maliense (en francés: Union démocratique du peuple malien, UDPM) fue un partido político en Malí. Su órgano principal era el diario L'Essor -La Voix du Peuple, que tenía una circulación de 40.000 ejemplares. Era el periódico más importante del país a mediados de la década de 1980.

## Historia
El partido fue fundado por el régimen de la junta militar del CMLN para proporcionarle legitimidad política. El 22 de septiembre de 1975, Moussa Traoré anunció que se formaría el partido y que asumiría el puesto de secretario general. Tras la restauración del gobierno civil en 1979, se convirtió en el único partido legal en Malí. 
La UDPM se organizó siguiendo líneas centralistas democráticas, pero no era una formación marxista . La UDPM tenía un Buró Ejecutivo Central con 19 miembros y un Consejo Nacional con 137 miembros. Como secretario general del partido, Traoré era el único candidato a presidente de la república. Fue elegido automáticamente por un período de seis años y confirmado en el cargo en las elecciones generales de Malí de 1979, mientras que a los votantes se les presentó una lista única de candidatos UDPM para la Asamblea Nacional de Malí . Esto se repitió en las elecciones de 1982, 1985 y 1988 . 
Tras un golpe de Estado de Amadou Toumani Touré en 1991, el partido se disolvió el mismo año. 

## Historia electoral

### Elecciones presidenciales
| Elección | Candidato del partido | Votos     | %    | Resultado  |
| -------- | --------------------- | --------- | ---- | ---------- |
| 1979     | Moussa Traoré         | 3.298.477 | 100% | Elegido Sí |
| 1985     | Moussa Traoré         |           | 100% | Elegido Sí |

### Elecciones de la Asamblea Nacional
| Elección | Líder del partido | Votos     | %     | Asientos | +/–         | Posición | Gobierno            |
| -------- | ----------------- | --------- | ----- | -------- | ----------- | -------- | ------------------- |
| 1979     | Moussa Traoré     | 3.180.565 | 99,9% | 82/82    | 82          | Primero  | Único partido legal |
| 1982     | Moussa Traoré     | 3,437,505 | 99,9% | 82/82    | Sin cambios | Primero  | Único partido legal |
| 1985     | Moussa Traoré     |           | 100%  | 82/82    | Sin cambios | Primero  | Único partido legal |
| 1988     | Moussa Traoré     | 3,615,779 | 100%  | 82/82    | Sin cambios | Primero  | Único partido legal |